# Mateusz Damięcki
Mateusz Damięcki, född 19 maj 1981 i Warszawa, Polen, är en polsk skådespelare. Flera av hans släktingar är också skådespelare. Sin första huvudroll i en spelfilm gjorde han 1993 med Łowca. Ostatnie starcie. Han inledde dock sin skådespelarkarriär tidigare med TV-serien WOW. Mateusz tog examen från teaterhögskolan i Warszawa 2004.